# Hochtief
Hochtief AG este cea mai mare companie de construcții din Germania. Compania este prezentă în SUA prin subsidiarele Turner și Flatiron, în Australia prin Leighton, și în Golful Persic prin Al Habtoor Leighton Group. Compania derulează 85% din proiectele sale în afara Germaniei.
Număr de angajați în anul 2007: 53.000
Cifra de afaceri în 2007: 16,4 miliarde Euro